# (1330) Spiridonia
(1330) Spiridonia est un astéroïde de la ceinture principale découvert le 17 février 1925 par l'astronome russe Vladimir Albitzky qui le nomma du prénom de son beau-frère.

## Historique
Le lieu de découverte, par l'astronome russe Vladimir Albitzky, est Simeis.

## Sources

## Compléments